# Neville Brand
Pour les articles homonymes, voir Brand.
Neville Brand est un acteur américain, né le 13 août 1920 à Griswold (Iowa) et mort d'un emphysème le 16 avril 1992 à Sacramento (Californie). Il est principalement connu pour avoir interprété le rôle du gangster Al Capone dans la série télévisée Les Incorruptibles. Pendant la Seconde Guerre mondiale, il a servi dans le 331e régiment d'infanterie de la 83e division d'infanterie et a reçu plusieurs décorations dont la Silver Star et la Purple Heart.

## Filmographie
- 1949 : La Brigade des stupéfiants (Port of New York) de László Benedek : Ike, un homme de main de Stasser et de Vicola
- 1949 : Tête folle (My Foolish Heart) de Mark Robson : Extra in Stands at Football Game
- 1950 : Mort à l'arrivée (D.O.A.) de Rudolph Maté : Chester
- 1950 : Mark Dixon, détective (Where the Sidewalk Ends) d'Otto Preminger : Steve, Scalise Hood
- 1950 : Le Fauve en liberté (Kiss Tomorrow Goodbye) de Gordon Douglas : Carleton
- 1950 : Okinawa (Halls of Montezuma) de Lewis Milestone : Sgt. Zelenko
- 1951 : Fort invincible (Only the Valiant) de Gordon Douglas : Sgt. Ben Murdock
- 1951 : Dans la gueule du loup (The Mob) de Robert Parrish : Gunner, Castro henchman
- 1951 : Montagne rouge (Red Mountain) de William Dieterle : Lt. Dixon
- 1951 : Les Frères Barberousse (Flame of Araby) de Charles Lamont : Kral
- 1952 : Le Cran d'arrêt (The Turning Point) de William Dieterle : Red
- 1952 : Le Quatrième homme (Kansas City Confidential) de Phil Karlson : Boyd Kane
- 1953 : Stalag 17 de Billy Wilder : Duke
- 1953 : La Charge sur la rivière rouge (The Charge at Feather River) de Gordon Douglas : Pvt. Morgan
- 1953 : Le Déserteur de Fort Alamo de Budd Boetticher : Dawes
- 1953 : Bataille sans merci (Gun Fury) de Raoul Walsh : Brazos
- 1953 : Man Crazy d'Irving Lerner : Paul Wocynski
- 1954 : Les Révoltés de la cellule 11 (Riot in Cell Block 11) de Don Siegel : Dunn
- 1954 : Prince Vaillant (Prince Valiant) d'Henry Hathaway : Viking Warrior Chief
- 1954 : The Lone Gun (en) de Ray Nazarro : Tray Moran
- 1954 : Return from the Sea de Lesley Selander : CPO 'Soup Bowl' MacLish
- 1955 : Le Fils prodigue (The Prodigal) de Richard Thorpe : Rhakim
- 1955 : The Return of Jack Slade (it) de Harold D. Schuster : Harry Sutton
- 1955 : Bobby Ware Is Missing de Thomas Carr : Lt. Andy Flynn
- 1956 : Fury at Gunsight Pass de Fred F. Sears : Dirk Hogan
- 1956 : La Proie des hommes (Raw Edge) de John Sherwood : Tarp Penny
- 1956 : L'Attaque du Fort Douglas (Mohawk) de Kurt Neumann : Rokhawah
- 1956 : The Three Outlaws de Sam Newfield : Butch Cassidy
- 1956 : Gun Brothers (en) de Sidney Salkow : Jubal Santee
- 1956 : Le Cavalier du crépuscule (Love Me Tender) de Robert D. Webb : Mike Gavin
- 1957 : The Way to the Gold de Robert D. Webb : Little Brother Williams
- 1957 : Jicop le proscrit (The Lonely Man) d'Henry Levin : King Fisher
- 1957 : Du sang dans le désert (The Tin Star) de Anthony Mann : Bart Bogardus
- 1958 : Cri de terreur (Cry Terror!) d'Andrew L. Stone : Steve
- 1958 : Les Fous du roi (All the King's Men) (TV)
- 1958 : Badman's Country de Fred F. Sears : Butch Cassidy
- 1959 : Five Gates to Hell (it) de James Clavell : Chen Pamok
- 1960 : Les Aventuriers du fleuve (The Adventures of Huckleberry Finn), de Michael Curtiz : Pap Finn
- 1960 : Les Incorruptibles (série télévisée), Train spécial
- 1961 : El Perdido (The Last Sunset) de Robert Aldrich : Frank Hobbs
- 1961 : The George Raft Story de Joseph M. Newman : Capone
- 1962 : Le Prisonnier d'Alcatraz (Birdman of Alcatraz) de John Frankenheimer : Bull Ransom
- 1962 : L'Île de la violence (Hero's Island) de Leslie Stevens : Kingstree, Steward
- 1964 :  La Quatrième Dimension (série TV) : saison 5 ép 30 The encounter (La rencontre) : Fenton
- 1965 : L'Espion aux pattes de velours (That Darn Cat!) de Robert Stevenson : Dan (Bank-robber)
- 1967 : Laredo (série TV) : Reese Bennett
- 1968 : Three Guns for Texas : Texas Ranger Reese Bennett
- 1969 : La Haine des desperados (The Desperados) d'Henry Levin : Marshal Kilpatrick
- 1970 : Tora ! Tora ! Tora ! de Richard Fleischer, Kinji Fukasaku et Toshio Masuda : Lieutenant Kaminsky
- 1970 : Le Virginien (TV) saison 9 épisode 06 (Gun quest) : Sheriff Wintle
- 1971 : Hitched (en) (TV) : Banjo Reilly
- 1971 : Lock, Stock and Barrel (TV) : Sgt. Markey
- 1971 : Marriage: Year One (TV) : Golonkas
- 1972 : Adventures of Nick Carter (TV) : Captain Dan Keller
- 1972 : Ce cher disparu (Two for the Money) (TV) : Sheriff Harley
- 1972 : Sans issue (en) (No Place to Run) de Delbert Mann et John Badham (TV) : Remus
- 1973 : Le Détraqué (The Mad Bomber) de Bert I. Gordon : George Fromley
- 1973 : This Is a Hijack de Barry Pollack : Dominic
- 1973 : Les Cordes de la potence (Cahill U.S. Marshal) d'Andrew V. McLaglen : Lightfoot, Half-breed Comanche tracker
- 1973 : Scalawag de Kirk Douglas : Brimstone / Mudhook
- 1973 : Le Shérif ne pardonne pas (The Deadly Trackers) de Barry Shear : Choo Choo
- 1974 : Killdozer (en) (TV) : Chub Foster
- 1975 : Death Stalk (TV) : Cal Shepherd
- 1975 : Kojak (TV) : Sonny South
- 1975 : La Côte sauvage (Barbary Coast) (TV) : Florrie Roscoe
- 1975 : Le Tueur démoniaque (Psychic Killer) de Ray Danton : Lemonowski
- 1976 : The Quest (TV) : Shea
- 1976 : Captains and the Kings (feuilleton TV) : O'Herlihy
- 1977 : Horizons en flammes (Fire!) (TV) : Larry Durant
- 1977 : Le Crocodile de la mort (Eaten Alive) de Tobe Hooper : Judd
- 1977 : The Mouse and His Child (en) de Charles Swenson : Iggy (voix)
- 1977 : Captains Courageous (TV) : Little Penn
- 1978 : Riders (Hi-Riders) de Greydon Clark : Red
- 1979 : Five Days from Home de George Peppard : Markley
- 1979 : Brigade des anges (Angels' Brigade) de Greydon Clark : Miller
- 1979 : The Seekers (en) (TV) : Captain Isaac Drew
- 1980 : The Return (en) de Greydon Clark : Walt
- 1980 : La Neuvième Configuration (The Ninth Configuration) de William Peter Blatty : Maj. Marvin Groper
- 1980 : Terreur extraterrestre (Without Warning) de Greydon Clark : Leo
- 1985 : Evils of the Night (en) de Mardi Rustam (en) : Kurt